# Ел Джойнер
Ел Джойнер (англ. Al Joyner; нар. 19 січня 1960, Іст-Сент-Луїс, Іллінойс, США) — американський легкоатлет, що спеціалізується на потрійному стрибку, олімпійський чемпіон 1984 року.

## Кар'єра
| Рік             | Змагання                     | Місто                | Місце           | Примітки        |                 |
| Представник США | Представник США              | Представник США      | Представник США | Представник США | Представник США |
| --------------- | ---------------------------- | -------------------- | --------------- | --------------- | --------------- |
| 1983            | Чемпіонат світу              | Гельсінкі, Фінляндія | 8               | 16.76 м         |                 |
| 1984            | Олімпійські ігри             | Лос-Анджелес, США    | 1               | 17.26 м         |                 |
| 1987            | Чемпіонат світу в приміщенні | Індіанаполіс, США    | 5               | 16.92 м         |                 |